# Навабшах
Навабшах (урду نوابشاهه, англ. Nawabshah) — місто що розташоване в провінції Сінд, Пакистан.

## Клімат
Місто знаходиться у зоні, котра характеризується кліматом тропічних пустель. Найтепліший місяць — червень із середньою температурою 35 °C (95 °F). Найхолодніший місяць — січень, із середньою температурою 13.9 °С (57 °F).
| Клімат Навабшаха        | Клімат Навабшаха | Клімат Навабшаха | Клімат Навабшаха | Клімат Навабшаха | Клімат Навабшаха | Клімат Навабшаха | Клімат Навабшаха | Клімат Навабшаха | Клімат Навабшаха | Клімат Навабшаха | Клімат Навабшаха | Клімат Навабшаха | Клімат Навабшаха |
| Показник                | Січ.             | Лют.             | Бер.             | Квіт.            | Трав.            | Черв.            | Лип.             | Серп.            | Вер.             | Жовт.            | Лист.            | Груд.            | Рік              |
| Середній максимум, °C   | 23               | 27               | 33               | 38               | 43               | 43               | 40               | 38               | 38               | 36               | 31               | 24               | 34               |
| Середня температура, °C | 14               | 17               | 24               | 29               | 33               | 35               | 33               | 32               | 31               | 27               | 21               | 16               | 26               |
| Середній мінімум, °C    | 5                | 8                | 14               | 19               | 24               | 27               | 27               | 26               | 24               | 18               | 11               | 7                | 17               |
| Норма опадів, мм        | 1                | 2                | 3                | 2                | 1                | 10               | 51               | 47               | 17               | 1                | 2                | 3                | 142              |
| ----------------------- | ---------------- | ---------------- | ---------------- | ---------------- | ---------------- | ---------------- | ---------------- | ---------------- | ---------------- | ---------------- | ---------------- | ---------------- | ---------------- |
| Джерело: Weatherbase    |                  |                  |                  |                  |                  |                  |                  |                  |                  |                  |                  |                  |                  |